# Doogie White

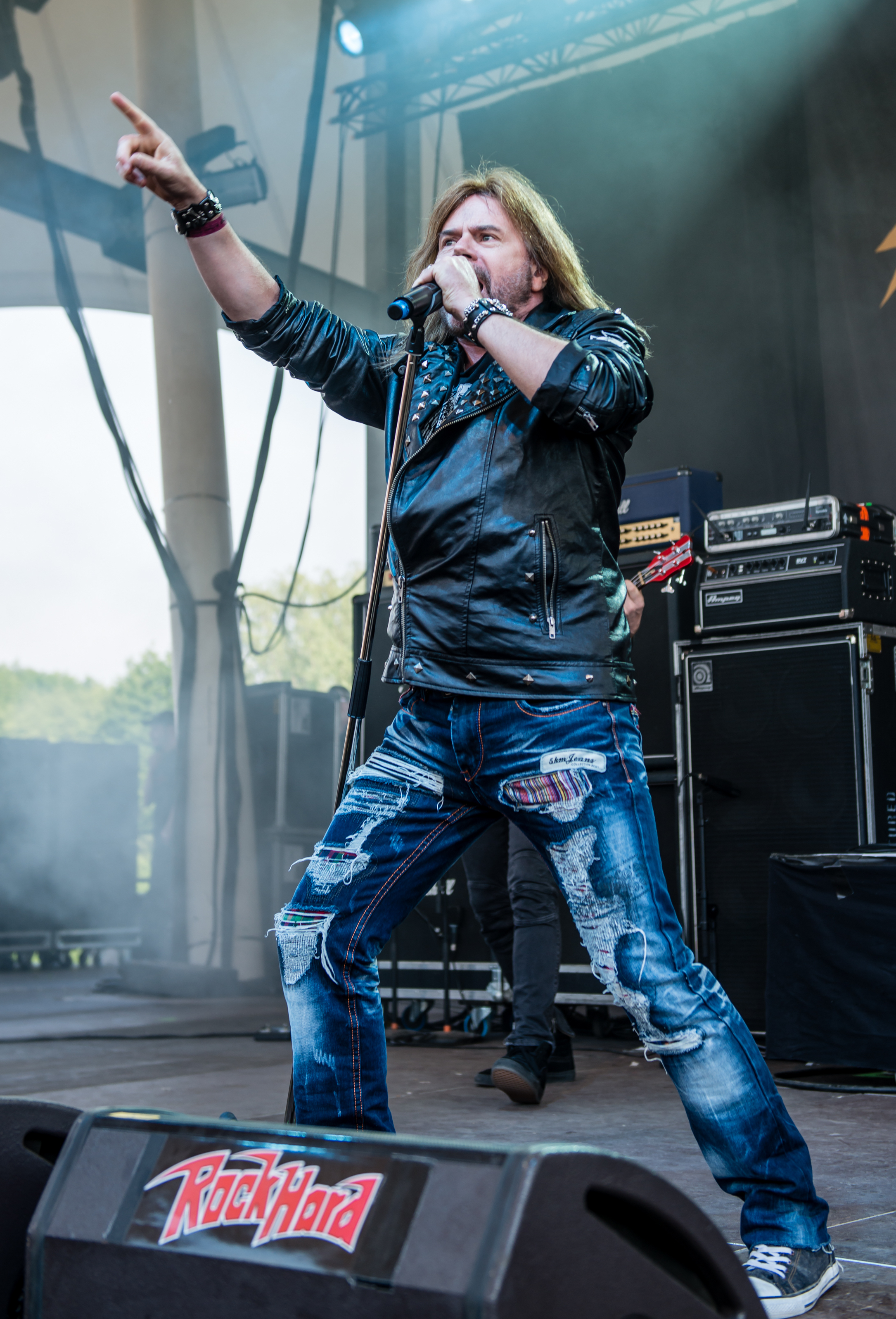
Doogie White, 2015

Doogie White (* 7. März 1960 in Motherwell) ist ein schottischer Rocksänger. Er singt zurzeit unter anderem für Michael Schenker und Demon’s Eye.

## Werdegang
Doogie White begann in den 80ern als Sänger der englischen Bands Tryxter und La Paz. Letztere ist in unregelmäßigen Abständen und fluktuierender Besetzung nach wie vor aktiv und veröffentlichte im Jahr 2016 das aktuelle Album Shut up and Rawk. Es folgten dann die Gruppen Midnight Blue, Chain, Sack Trick und Praying Mantis.
Der internationale Durchbruch gelang ihm, als Ritchie Blackmore ihn Mitte der 1990er-Jahre als Sänger zu Rainbow holte. Da Doogie White die Erwartungen von Ritchie Blackmore nicht nur erfüllte, sondern weit übertraf, ging Rainbow mit Doogie auf eine dreijährige Welttournee. Die Gründe für die Trennung von Doogie White und Ritchie Blackmore im Jahr 1997 sind bis heute nicht bekannt. Auf der Rainbow-DVD „The ultimate review“ geht unter anderem Doogie White auf Einzelheiten dieser Zeit ein.
Der dänische Gitarrist Steen Mogensen (Ex-Royal Hunt) wurde auf Doogie White aufmerksam und kontaktierte ihn. Aus der folgenden Zusammenarbeit wurde im Jahr 2000 Cornerstone geboren. Cornerstone ging auf Europa-Tournee im Januar und Februar 2005, außerdem im April 2007. Ein neues Album mit dem Titel „Two tales of one tomorrow“ erschien im Februar 2007.
Ferner war Doogie White Sänger von Rising Force, der Band des schwedischen Gitarristen Yngwie Malmsteen. Bisher erschienen zwei Alben in dieser Besetzung; es folgten Tourneen durch Europa (2003) und USA, Kanada und Japan (2005/2006); eine weitere Welt-Tournee erfolgte November und Dezember 2006 und 2007. Außerdem ist ein weiteres Album mit Malmsteen/White in der Entstehung. Im Februar 2008 gab er seinen Ausstieg aus der Combo bekannt.
Noch ein Gitarrist arbeitete mit Doogie White als Sänger – der deutschstämmige Bill Liesegang; ein gemeinsames Album entstand 2004.
Im Jahre 2008 hat sich Doogie White der NWOBHM-Band TANK angeschlossen und mit ihnen das Album "War Machine" aufgenommen.
Im November 2008 sang er für zwei Konzerte bei der Gruppe Demon’s Eye, und am 31. Mai 2009 sprang er spontan für den an einer Bronchitis erkrankten Glenn Hughes ein, der eigentlich an diesem Abend mit Demon's Eye auf der Bühne stehen sollte. Inzwischen tritt Doogie White regelmäßig mit Demon's Eye auf und hat mit The Stranger Within (2011) und Under The Neon (2015) zwei Alben für diese Band eingesungen.
2009 nahm er mit der argentinischen Band Rata Blanca deren im Vorjahr veröffentlichtes Album „El Reino Olvidado“ unter dem Titel „The Forgotten Kingdom“ auf Englisch neu auf und trat 2010 mit der Band in Europa auf.
Am Nationalfeiertag, dem 23. Juni 2010, in Luxemburg trat Doogie White zusammen mit unter anderem Jon Lord (ex Deep Purple) bei einem Open-Air-Konzert im Stadtzentrum auf.
Im März 2011 erschien das Album „The Stranger within“ von Demon’s Eye, auf dem Doogie White den Gesang übernahm.
Noch 2011 war Doogie White nur mit einem einzigen Lied als Gastsänger auf dem Album Temple of Rock des deutschen Rockgitarristen Michael Schenker vertreten, doch bereits ein Jahr später wurde er Hauptsänger der Michael Schenker´s Temple Of Rock-Band. Sie nahmen zusammen mit Herman Rarebell und Francis Buchholz zwei Studio-Alben sowie zwei DVDs auf. Ab 2018 war White festes Mitglied der Michael Schenker Fest, mit der sie die beiden Studio-Platten Resurrection und Revelation veröffentlichten. 2021 auf dem Folgealbum von Michael Schenker/MSG Immortal, hatte White jedoch nur in dem Lied In search of the peace of mind einen kleinen Gastauftritt.

## Diskografie (Auswahl)

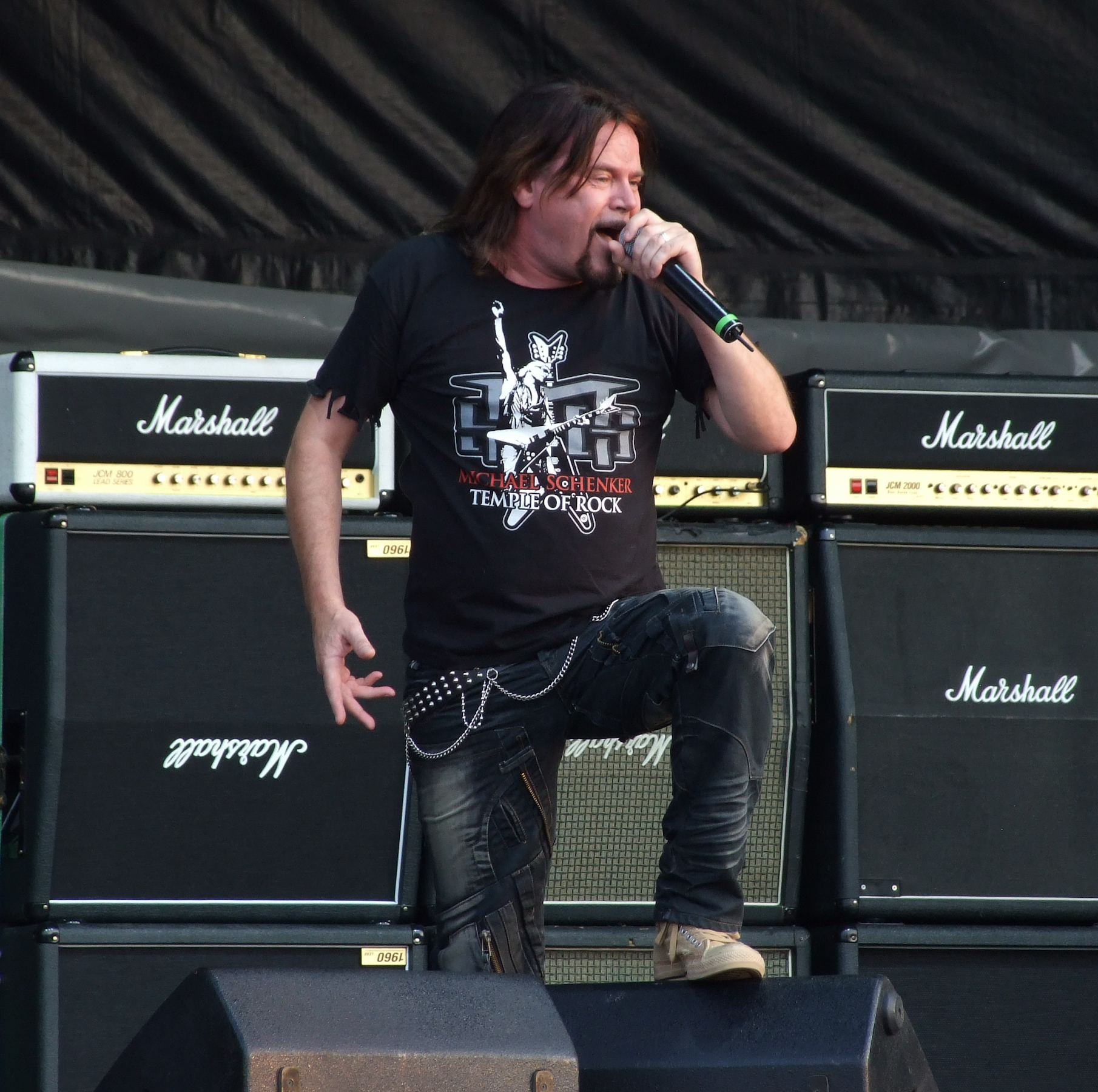
Doogie White, 2012

### Kassetten
- La Paz: Old Habits Die Hard / 1986
- La Paz: The Army Tapes / 1988

### CDs
- Midnight Blue: Take the Money and Run / 1994 / Zero #XRCN-1117
- Ritchie Blackmore’s Rainbow: Stranger in Us All / 1995 / RCA+BMG #743213033723
- Chain: Eros of Love and Destruction / 1997 / G.A.W.D. Music #007
- Cornerstone: Arrival / 2000 / Massacre Records #CD0266
- Yngwie Malmsteen: Attack!! / 2002 / Steamhammer SPV #085-74602
- Cornerstone: Human Stain / 2002 / Massacre Records #CD0310
- Cornerstone: Once upon Our Yesterdays / 2003 / Massacre Records #CD0374
- Takayoshi Ohmura: Nowhere to Go / 2004 / Yamaha Music, Japan #YCCY-50001
- Liesegang / White: Visual Surveillance of Extremities / 2005 / Escape Music #ESM112
- Yngwie Malmsteen: Unleash the Fury / 2005 / Universal #UICE 1078
- Cornerstone: In Concert (2 CDs) / 2005 / Massacre Records #CD0484
- Cornerstone: Two Tales of One Tomorrow / Massacre Records # CD0544
- Takayoshi Ohmura: Emotions in Motion / 8/2007 / Tricycle Entertainments / Japan
- Empire: Chasing Shadows / 11/2007 / Metal Heaven # 00043
- Rata Blanca: The Forgotten Kingdom / 2009 / Sony Music (Argentina)/8869 760955-2
- TANK: War machine / 11/2010 / Metal Mind Productions / Mass cd 1403 DG
- Demon’s Eye: The Stranger Within / 18. März 2011 / MMS / SM 71001
- All-Star Tribute to Iron Maiden: No Sanctuary from Madness / 1. Juli 2011 / Mausoleum (H’Art) / B0052VYW2Y
- Doogie White "As yet untitled" 10/2011 Metal Mind  Mass CD  1449 DG
- Michael Schenker: Temple of Rock / 2011 / Singt auf diesem Album lediglich das Lied Before the Devil Knows You're Dead / in-akustik
- La Paz: Granite / 2012 / Metal Mind Productions
- La Paz: The Dark and the Light / 2013 / Metal Mind Productions
- Michael Schenker’s Temple of Rock: Bridge the Gap / 2013 / in-akustik
- Michael Schenker’s Temple of Rock: Spirit on a Misson / 2015 / in-akustik
- Demon’s Eye: Under the Neon / 18. September 2015 / MMS / DE2015DTW
- La Paz: Shut Up and Rawk / 2016 / Metal Mind Productions
- Michael Schenker Fest: Resurrection / 2018 / Nuclear Blast
- Michael Schenker Fest: Revelation / 2019 / Nuclear Blast
- Michael Schenker/MSG: Immortal / 2021 / Ist lediglich als Gast im Lied In Search of the Peace of Mind zu hören. Auf der Earbook-Ausgabe von Immortal sind zwei Live-CDs des Bang-Your-Head-Headliner-Konzerts der Michael Schenker Fest-Band in Balingen/Deutschland vom 11. Juli 2019, mit Doogie White als einem von vier Sängern / Nuclear Blast

### DVDs und Blu-ray Discs
- White Noise: In the hall of the mountain king / 2004 / Classic rock #CRP1790 [Mostly Autumn plays Rainbow]
- M 3: Rough an’ ready / 2005 / Classic pictures #8052X [Whitesnake Mitglieder spielen Whitesnake]
- Rainbow: The ultimate review (3 DVDs) / 2005 / Classic rock #CRP1916 [mit erstaunlichen Mitteilungen von Doogie White]
- Guitar Gods Richie Blackmore / Edgehill Publ. + Ragnarock films ltd. / 2008
- Michael Schenker: Temple Of Rock - Live in Europe / 2012 / in-akustik
- Michael Schenker´s Temple Of Rock: On a Misson - Live in Madrid / 2016 / in-akustik
- Michael Schenker/MSG: Immortal / 2021. Auf der Earbook-Ausgabe von Immortal ist ein Live-Blu-ray Disc des Bang-Your-Head-Headliner-Konzerts der Michael Schenker Fest-Band in Balingen/Deutschland vom 11. Juli 2019, mit Doogie White als einer von vier Sänger / Nuclear Blast